# Royston (Hertfordshire)
Royston è un centro abitato di 14 570 abitanti della contea dell'Hertfordshire, in Inghilterra.
Si trova sul meridiano di Greenwich, che sfiora il confine orientale della città, e all'apice più settentrionale della contea, alla stessa latitudine di città come Milton Keynes e Ipswich. Si trova a circa 69 km a nord del centro di Londra in una zona rurale.

## Storia

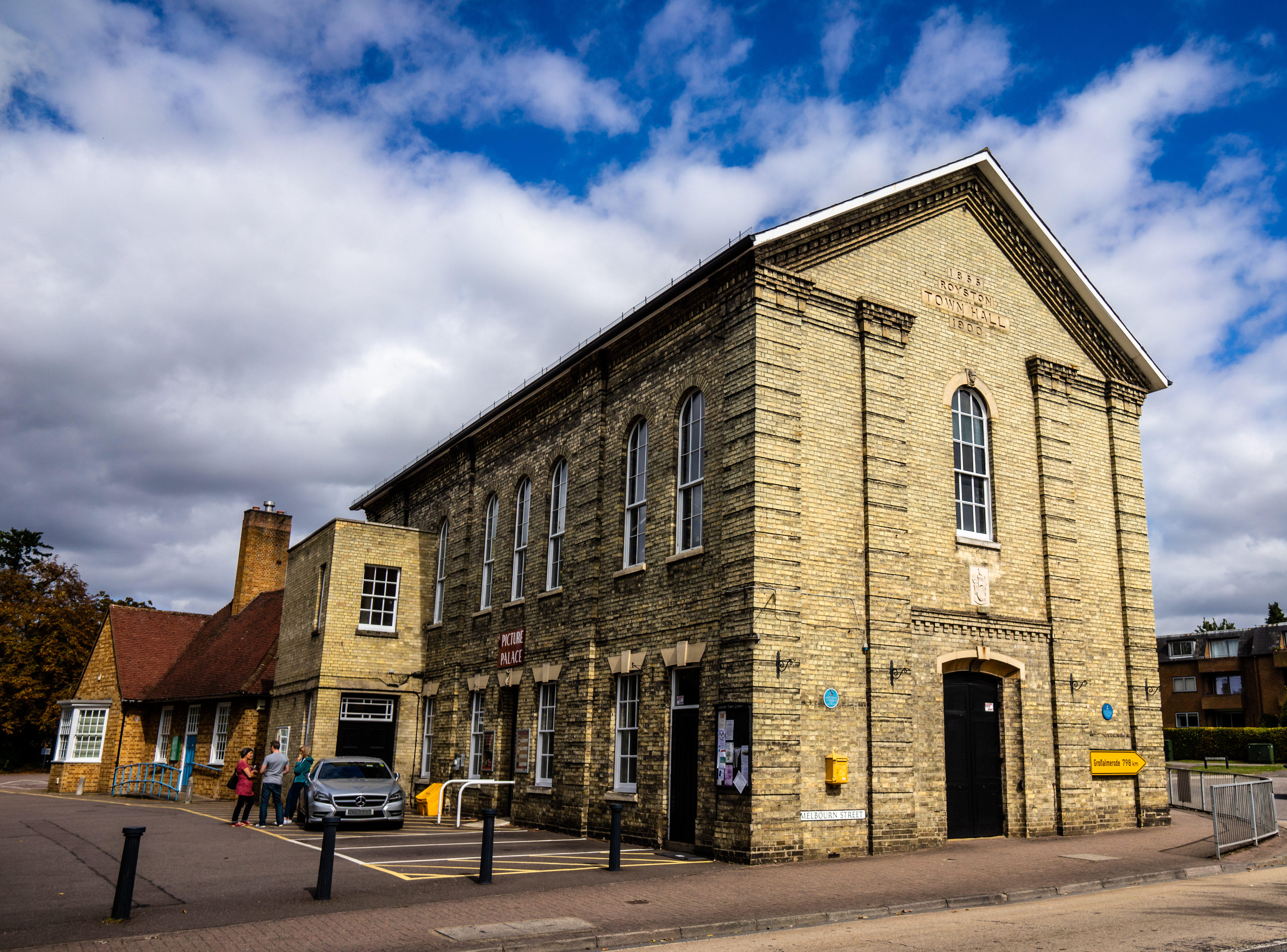
Il Municipio

La città crebbe all'incrocio di due antiche strade, Ermine Street e Icknield Way (cum Ashwell Street); la prima è stata creata dopo la conquista romana, mentre la seconda è stata a lungo ritenuta come via di comunicazione ancor più antica. Le strade sono talvolta chiamate strade militari in quanto preparate o migliorate dai soldati romani per facilitare l'accesso all'entroterra della Britannia romana.
Una croce,  nota come Royse's, Rohesia's o Roisia's Cross, fu eretta presso l'incrocio in una data sconosciuta. Ha dato all'insediamento il suo primo nome di Crux Roesia o Roisia's Cross. Nel 14º secolo questa era diventata Roisia's Town, Roiston o Royston.  Un grande masso, recante una presa quadrata, che si suppone fosse la base della croce, è stato posto presso l'incrocio all'estremità settentrionale di High Street.
Nel 1603 Giacomo VI di Scozia, in viaggio verso Londra per essere incoronato re Giacomo I d'Inghilterra, si fermò per la notte nella residenza di Chester. Attratto dall'idoneità della zona alla caccia, nel 1604 decise di creare nel paese un casino reale di caccia demolendo alcune locande. Gli alloggi del re furono completati nel 1607 e furono descritti nel 1652 come "tutti di mattoni ben piastrellati a doppia costruzione, di lunghezza 78 piedi, larghezza 43 piedi, altezza dalla grondaia a terra 24 piedi, spessore delle pareti 24 pollici." Gli edifici non erano abbastanza ampi da ospitare una corte completa, ma fornivano un luogo adatto per la caccia, abbastanza vicino a Londra per comodità e sufficientemente lontano per scoraggiare le intrusioni. Il re ha emesso un rigoroso divieto a chiunque di cacciare selvaggina entro 16 miglia (26 km) da Royston ed è stata istituita un'infrastruttura elaborata per supportarlo nel perseguimento del suo sport.

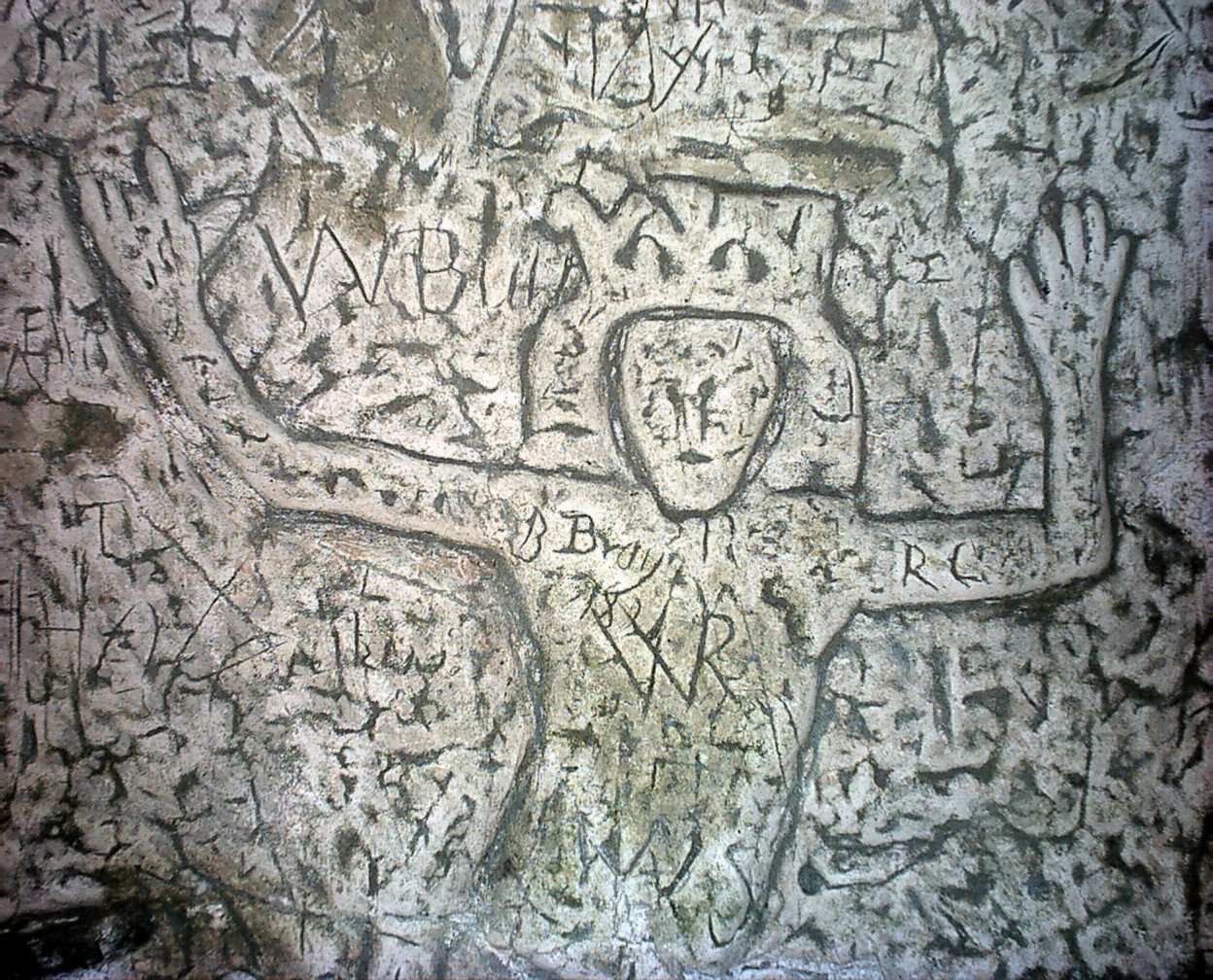
Una delle incisioni della grotta

Nel 1742 una strana grotta scavata nel gesso fu scoperta nel centro di Royston. La grotta di Royston si trova sotto l'incrocio centrale della città. Le incisioni presenti al suo interno hanno portato a molte speculazioni sull'origine e la funzione della grotta, senza avere finora una risposta definitiva.